# Euclides
|  | Per a altres significats, vegeu «Euclides (desambiguació)». |

Euclides (en grec antic: Εὐκλείδης, Eukleidēs, llatí: Eucleides) fou un matemàtic de l'antiga Grècia que va viure cap al 300 aC i és conegut avui en dia com a «pare de la geometria». Va ser actiu a Alexandria (antic Egipte) en temps de Ptolemeu I Soter (323 – 283 aC), i fou el fundador de l'escola de matemàtiques de la ciutat.
La seva obra més famosa són els Elements, considerat sovint el llibre de text de més renom de la història de les matemàtiques, en el qual es dedueixen les propietats dels objectes geomètrics i dels nombres naturals a partir d'un petit conjunt d'axiomes. Aquesta obra, un dels més antics tractats coneguts que presenten de manera sistemàtica, amb demostracions, un ampli conjunt de teoremes sobre la geometria i l'aritmètica teòrica, ha conegut centenars d'edicions en totes les llengües, i els seus temes resten en la base de l'ensenyament de les matemàtiques al nivell secundari en nombrosos països. Del nom d'Euclides, deriven en particular l'algorisme d'Euclides, la geometria euclidiana (i geometria no euclidiana), i la divisió euclidiana. També va escriure sobre perspectiva, seccions còniques, geometria esfèrica i teoria de nombres.

## Biografia

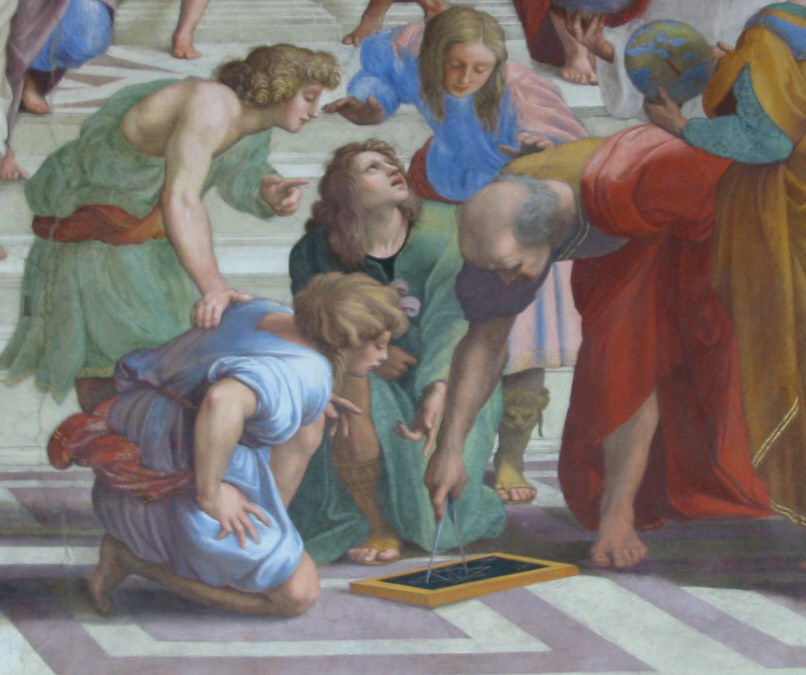
Euclides tal com l'imagina Rafael en aquest detall de L'escola d'Atenes. No es conserva cap descripció de l'aparença física d'Euclides, de manera que és representat en funció d'obres anteriors o de la imaginació de l'artista.

Es coneixen molt pocs detalls de la seva vida, tret del fet que va viure a Alexandria. No existeix cap font directa sobre la vida d'Euclides: no es disposa de cap carta, de cap indicació autobiogràfica (fins i tot, sota la forma d'un prefaci en una obra), de cap document oficial, i ni tan sols de cap al·lusió per un dels seus contemporanis. Com ho resumeix l'historiador de les matemàtiques Peter Schreiber, «sobre la vida d'Euclides, no es coneix ni un sol fet segur».
Existeixen altres dades, però són poc fiables, perquè també apareixen en les biografies d'altres matemàtics, i no són considerades com a reals. Així, Procle explica que, quan Ptolemeu va demanar a Euclides si hi havia un camí més curt cap a l'aprenentatge de la geometria que els Elements, Euclides va respondre que no hi havia cap drecera cap a la geometria. Aquesta anècdota és qüestionable, atès que és similar a una història explicada sobre Menecme i Alexandre el Gran. Hi ha autors àrabs que afirmen que era fill de cert Nàucrates.
Pel que fa a l'autoria dels Elements, es consideren tres hipòtesis:
1. Euclides fou efectivament el personatge històric que va escriure els Elements i la resta d'obres que li són atribuïdes.
2. Euclides fou el líder d'un equip de matemàtics que treballaven a Alexandria. Tots van contribuir a escriure les obres completes d'Euclides, fins i tot signant llibres amb el nom d'Euclides en data anterior a la mort d'aquest.
3. Les obres completes d'Euclides foren, en realitat, escrites per un equip de matemàtics d'Alexandria que van prendre el nom d'Euclides del filòsof Euclides de Megara, que havia viscut uns cent anys abans.

Procle, que fou el darrer gran representant de la filosofia grega, va escriure cap a mitjans del segle v dC (vuit segles després) un seguit de comentaris sobre el llibre I dels Elements. Aquests comentaris han acabat resultant una font d'informació molt valuosa sobre la història de les matemàtiques a l'antiga Grècia. Dels seus comentaris, per exemple, se sap que Euclides va incorporar les aportacions d'Eudox de Cnidos amb relació a la teoria de la proporció, de Teetet sobre els políedres regulars, i d'altres com Filip d'Opunt.

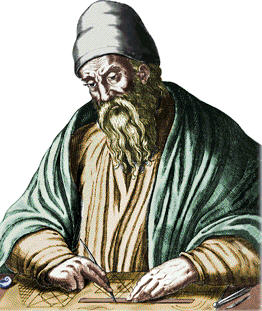
Representació d'Euclides

Precisament, l'escrit més antic conegut en relació amb la vida d'Euclides apareix en un resum sobre la història de la geometria escrit al segle v de la nostra era pel filòsof neoplatònic Procle, comentarista del primer llibre dels Elements. Procle no dona ell mateix cap font per a les seves indicacions. Solament diu: «reunint els seus Elements, [Euclides] en té coordinats molts […] i evoca en irrefutables demostracions el que els seus predecessors havien ensenyat d'una manera relaxada. Aquest home ha viscut, d'altra banda, sota el primer Ptolemeu, atès que Arquimedes […] esmenta Euclides. Euclides és, doncs, més recent que els deixebles de Plató, però més antic que Arquimedes i Eratòstenes».
Si s'admet la cronologia donada per Procle, Euclides va viure entre Plató i Arquimedes i fou contemporani de Ptolemeu I, aproximadament cap al 300 abans de la nostra era. No hi ha cap document que contradigui aquestes poques afirmacions, ni que les confirmi vertaderament. La menció directa d'Euclides de les obres d'Arquimedes ve d'un pas considerat com a dubtós.
Arquimedes fa referència a alguns resultats dels Elements i un òstracon, trobat a l'illa d'Elefantina i datat del segle iii abans de la nostra era: tracta de figures estudiades en el llibre XIII dels Elements, com el decàgon i l'icosàedre, però sense reproduir exactament els enunciats euclidians; podrien, doncs, provenir de fonts anteriors a Euclides. La data aproximada de 300 abans la nostra era és, tanmateix, jutjada compatible amb l'anàlisi del contingut de l'obra euclidiana i és l'adoptada pels historiadors de les matemàtiques.

Euclidis quae supersunt omnia (1704)

D'altra banda, una al·lusió del matemàtic del segle iv de la nostra era Papos d'Alexandria, que suggereix que alumnes d'Euclides haurien ensenyat a Alexandria. Alguns autors han associat sobre aquesta base Euclides amb el Musèon d'Alexandria, però no figura en cap document oficial. El qualificatiu sovint associat a Euclides en l'antiguitat és simplement stoikheiotes, 'autor dels Elements'.
Igualment, a partir de l'antiguitat tardana s'afegiren diversos detalls als relats de la vida d'Euclides, sense fonts noves, i sovint de manera contradictòria. Així, hi ha autors que fan néixer Euclides a Tir, d'altres a Gela, i li atribueixen diverses genealogies, amos particulars, diferents dates de naixement i de mort, sia per respectar les regles del gènere, o per afavorir algunes interpretacions. Es donen diversos exemples, que han estat refutats. A l'edat mitjana i al començament del Renaixement, el matemàtic Euclides sovint es confon amb un filòsof contemporani de Plató, Euclides de Mègara.

## Obres d'Euclides

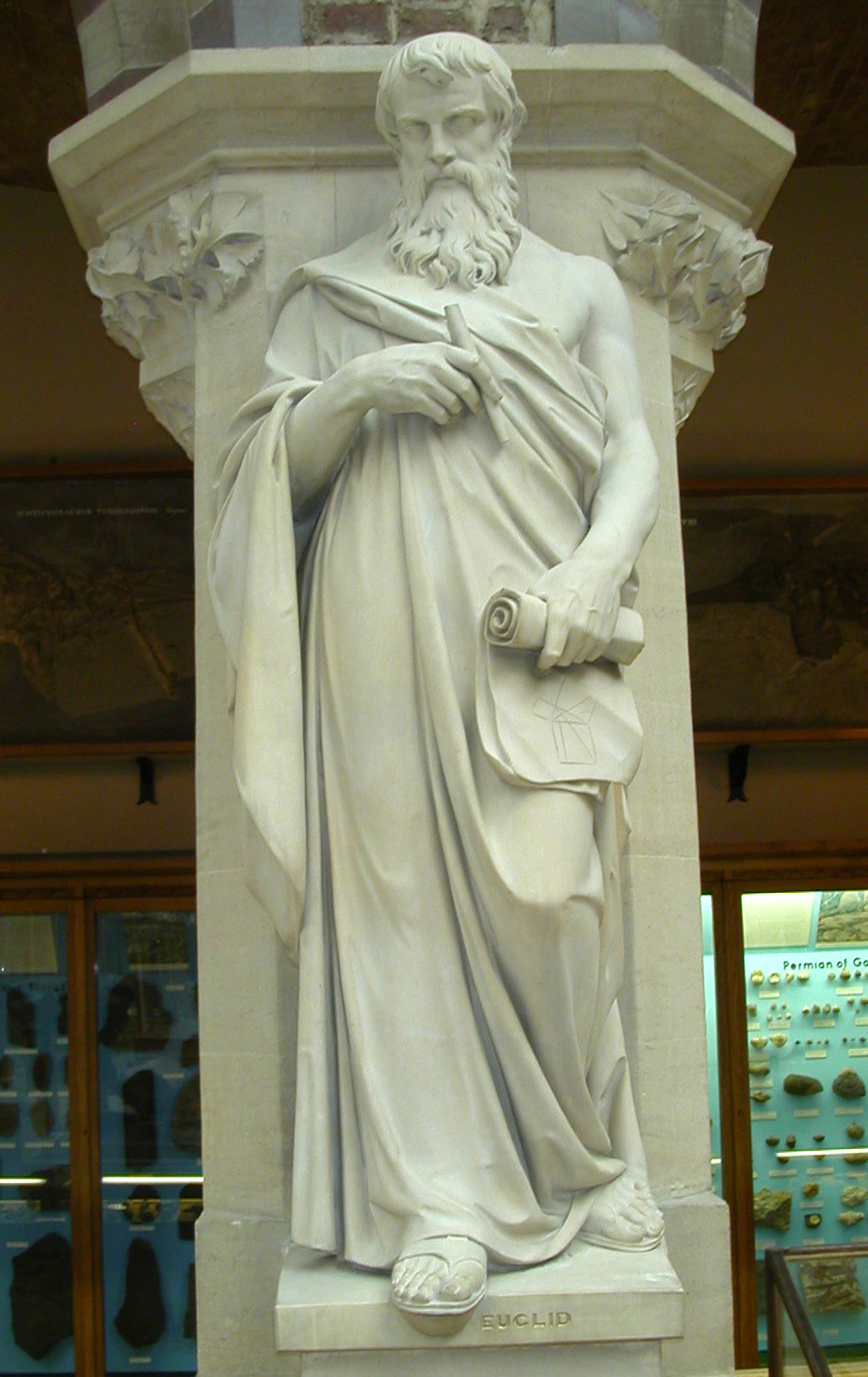
Estàtua d'Euclides a Oxford

Són diversos els autors que esmenten un llistat d'obres atribuïdes a Euclides; en particular, en la Col·lecció matemàtica de Papos (datada usualment del segle iii o segle iv) i en el Comentari als Elements d'Euclides de Procle. De les obres atribuïdes, solament una part s'ha conservat.
Les obres que ens han arribat, a més dels Elements, són: Dades , Sobre les divisions, Catòptrics, Aparences del cel i Òptiques. Pel que fa a obres fragmentàries, les fonts àrabs li atribueixen diversos tractats sobre mecànica. Sobre allò pesat i el lleuger conté, en nou definicions i cinc proposicions, les nocions aristotèliques de moviment dels cossos i el concepte de gravetat específica. Sobre l'equilibri tractava la teoria de la palanca també d'una manera axiomàtica, amb una definició, dos axiomes i quatre proposicions. Un tercer fragment, sobre els cercles descrits pels extrems d'una palanca mòbil, conté quatre proposicions. Aquestes tres obres es complementen de tal manera l'una amb l'altra que s'ha suggerit que són romanents d'un sol tractat de mecànica escrit per Euclides.

### ElsElements

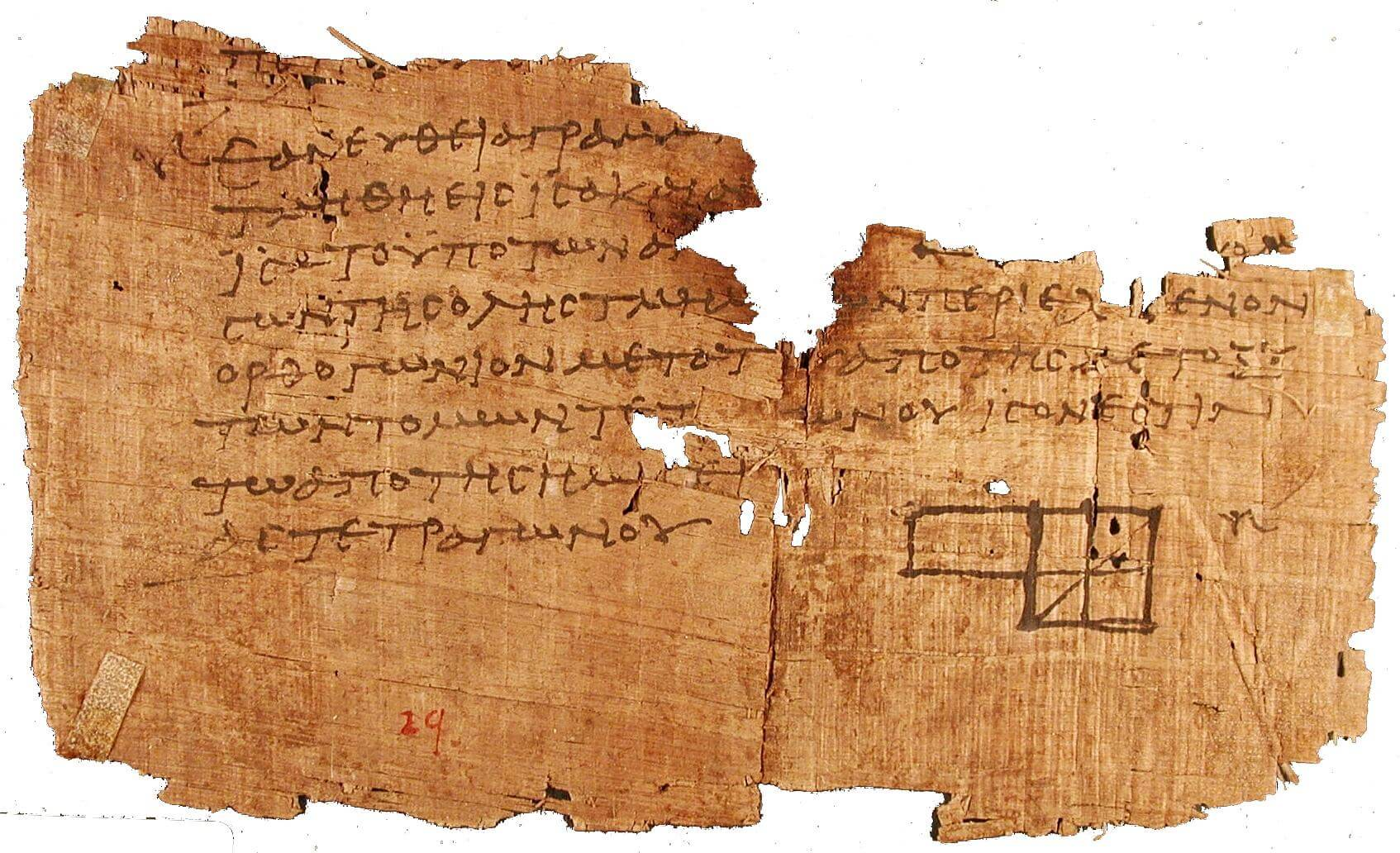
Un dels fragments originals més antics que es conserven dels Elements, trobat a Oxirrinc i que data de c. 100. El diagrama és del llibre II, proposició 5.

L'objectiu dels Elements d'Euclides (Στοιχεῖα) fou reunir els molts resultats matemàtics que s'havien anat originant, i presentar-los sota una estructura coherent i estructurada. D'aquesta manera, se'n facilitava l'ús i es podia fer servir com a referència. A més, Euclides hi detalla un seguit de proves matemàtiques que serveixen com a model de rigor i construcció de les demostracions matemàtiques durant segles. Per aquest motiu, se'l considera un dels llibres més importants en tota la història de la ciència, i probablement el més important en tota la història de les matemàtiques.
Els Elements d'Euclides és un tractat que es divideix en tretze llibres, la major part dels quals es dediquen a l'estudi de la geometria: els llibres I, III, IV i part del XII són de geometria plana, l'XI, XIII i l'altra part del XII, de geometria a l'espai. Els llibres II, V, VI i X són d'àlgebra, i els llibres VII, VIII i IX es dediquen a l'estudi de l'aritmètica. Els quatre primers llibres més els VII, VIII i IX són considerats provinents del pitagòrics. Els V, VI i xii a Eudox, el X i el XIII a Teetet i l'XI a l'escola jònica.
A la part dedicada a la geometria, es presenta de manera formal, partint únicament de cinc postulats, l'estudi de les propietats de línies, plans, cercles, esferes, triangles i cons. Els teoremes d'Euclides de geometria sintètica continuen sent els que s'ensenyen a l'escola avui en dia. Entre d'altres, destaquen, per exemple, que «la suma dels tres angles interiors de qualsevol triangle fan 180°», o que «en un triangle rectangle, el quadrat de la hipotenusa és la suma dels quadrats dels catets», el conegut teorema de Pitàgores.
El sistema geomètric descrit en els Elements es va considerar durant més de dos mil·lennis l'única geometria possible. No obstant això, avui en dia el considerem un tipus determinat de geometria, la geometria euclidiana, per distingir-lo de les geometries no euclidianes que els matemàtics van descobrir el segle xix. L'aparició de noves geometries prové de canviar el cinquè axioma de la geometria, que estableix que per un punt exterior a una recta, hi passa únicament una recta paral·lela a aquesta.
Tot i que, normalment, es dona importància als continguts geomètrics dels Elements, els seus resultats referents a teoria de nombres també són fonamentals. Euclides parla de la connexió entre els nombres perfectes i els primers de Mersenne, dona una demostració sobre la infinitat dels nombres primers, estudia la divisibilitat, tracta el lema d'Euclides de factorització —que porta al teorema fonamental de l'aritmètica sobre la factorització única en nombres primers—, i dona l'algorisme d'Euclides per trobar el màxim comú divisor de dos nombres, que és el més ràpid que existeix.

### LaDades
Les Dades (Δεδομένα) és l'única altra obra d'Euclides que tracta de geometria i de la qual es posseeix una versió en grec (hi és, per exemple, al manuscrit del segle x descobert per Peyrard). També és descrit en detall en el llibre VII de la Col·lecció matemàtica de Papos, el «Tresor de l'anàlisi», molt relacionat amb els primers quatre llibres dels Elements. Tracta del tipus d'informació donat en problemes geomètrics, i de la seva naturalesa. La Data se situa en el marc de la geometria plana i és considerada pels historiadors com un complement dels Elements, sota una forma més adequada a l'anàlisi de problemes. L'obra conté 15 definicions, i explica el que significa un objecte geomètric, en posició, en forma, en grandària, i 94 teoremes. Aquests expliquen que, si es donen alguns elements d'una figura, altres relacions o elements en poden ser determinats.

### Sobre les divisions
Aquesta obra (Περὶ διαιρέσεων Βιβλίον) és descrita en el Comentari de Procle, però és perduda en grec; hi ha trossos en llatí (De divisionibus), però sobretot es conserva un manuscrit en àrab descobert al segle xix, que conté 36 proposicions, quatre de les quals són demostrades.
S'ocupa de la divisió de figures geomètriques en dues o més parts iguals o en parts de proporcions donades. És similar a una obra del segle iii d'Heró d'Alexandria. Es tracta en aquesta obra de construir rectes que divideixen figures donades en proporcions i formes donades. Per exemple, es demana, donat un triangle i un punt interior al triangle, construir una recta passant pel punt i tallant el triangle en dues figures d'igual superfície; o, donat un cercle, construir dues rectes paral·leles, de manera que la porció del cercle que limiten faci un terç de la superfície del cercle.

### Sobre les fal·làcies(Pseudaria)
Sobre les fal·làcies  (Περὶ Ψευδαρίων), text sobre els errors en el raonament, és una obra perduda, coneguda només per la descripció que en dona Procle. Segons aquest, l'obra tenia com a objectiu acostumar els principiants a detectar els raonaments falsos, en particular els que mimen els raonaments deductius i tenen, doncs, l'aparença de la veritat. Donava exemples de paralogismes.

### Quatre llibres sobre seccions còniques
Quatre llibres sobre seccions còniques (Κωνικῶν Βιβλία) és actualment perdut. Fou un treball sobre seccions còniques que va ser ampliat per Apol·loni de Perga en un llibre famós sobre aquest mateix tema. És probable que els primers quatre llibres de l'obra d'Apol·loni provinguessin directament d'Euclides. Segons Papos, «Apol·loni, havent completat els quatre llibres de còniques d'Euclides, i havent-ne afegit quatre més, va deixar vuit volums de còniques». Les còniques d'Apol·loni ràpidament van substituir l'obra original, i a l'època de Papos, el treball d'Euclides ja s'havia perdut.

### Tres llibres de porismes
Tres llibres de porismes (Πορισμάτων Βιβλία) podria haver estat una ampliació de la seva feina en les seccions còniques, però no s'acaba de saber del cert el significat del títol. És una obra que es troba perduda. L'obra és evocada en dos passatges de Procle i, sobretot, és objecte d'una llarga presentació en el llibre VII de la Col·lecció de Papos, el «Tresor de l'anàlisi», com un exemple significatiu i d'un gran abast de l'enfocament analític. La paraula porisme té diversos usos: segons Papos, designaria aquí un enunciat de tipus intermediari entre els teoremes i els problemes. L'obra d'Euclides hauria contingut 171 enunciats d'aquest tipus i 38 lemes. Papos en dona exemples, com «si, a partir de dos punts donats, es tracen rectes que intersecten en una recta donada, i si una d'aquestes talla sobre una recta donada un segment, l'altre farà el mateix sobre una altra recta, amb una relació fixada entre els dos segments tallats.» Interpretar el sentit exacte del que és un porisme, i restituir eventualment tot o part dels enunciats de l'obra d'Euclides, a partir de les informacions deixades per Papos, ha ocupat nombrosos matemàtics: les temptatives més conegudes són les de Pierre Fermat al segle xvii de Robert Simson al segle xviii, i sobretot de Michel Chasles al segle xix. Si la reconstitució de Chasles no és presa seriosament com a tal pels historiadors actuals, ha donat l'ocasió al matemàtic de desenvolupar la noció de relació anharmònica.

### Dos llibres sobre els llocs geomètrics
Intitulat en grec Τόπων Ἐπιπέδων Βιβλία Β, tractava sobre els llocs geomètrics sobre superfícies o llocs geomètrics que eren aquests mateixos superfícies. En una interpretació posterior, es té la hipòtesi que l'obra podria haver tractat de superfícies quàdriques. Es tracta també d'una obra perduda, de dos llibres, mencionada en el Tresor de l'anàlisi de Papos. Les indicacions donades en Procle o Papos sobre aquests llocs d'Euclides són ambigües i el que es preguntava exactament en l'obra no és conegut. En la tradició de les matemàtiques gregues antigues, els llocs són conjunts de punts que verifiquen una propietat donada. Aquests conjunts són sovint línies rectes, o seccions còniques, però també poden ser superfícies planes, per exemple. La majoria dels historiadors estimen que els llocs d'Euclides podrien tractar de superfícies de revolució, esferes, cons o cilindres.

### Aparences del cel
Aparences del cel o Fenòmens (Φαινόμενα) és un tractat sobre l'astronomia de posició, que es conserva en grec. És força similar a una obra d'Autòlic de Pítana (Sobre la noció de l'esfera) i parla sobre l'aplicació de la geometria de l'esfera a l'astronomia i ha sobreviscut en grec, en diverses versions manuscrites, la més antiga de les quals data del segle x. Aquest text explica el que s'anomena «petita astronomia», per contrast amb els temes tractats en la Gran composició (l'Almagest) de Ptolemeu. Conté 18 proposicions i està prop de les obres conservades sobre el mateix tema d'Autòlic.

### Òptiques
Les Òptiques (Ὀπτικά) és el tractat grec més antic que es conserva, en diverses versions, consagrat a problemes que ara en diríem de perspectiva i aparentment destinat a ser utilitzat en astronomia, adopta la forma d'Elements: és una continuació de 58 proposicions de les quals la prova descansa sobre definicions i postulats enunciats al començament del text. En les seves definicions, Euclides segueix la tradició platònica, que afirma que la visió és causada per raigs que emanen de l'ull. Euclides descriu la mida aparent d'un objecte amb relació a la seva distància de l'ull, i investiga les formes aparents de cilindres i cons quan són vistos des de diferents angles.
Euclides mostra que les talles aparents d'objectes iguals no són proporcionals a la seva distància del nostre ull (proposició 8). Explica, per exemple, la nostra visió d'una esfera (i d'altres superfícies simples): l'ull veu una superfície inferior a la meitat de l'esfera, una proporció encara més petita en la mesura que l'esfera és propera, fins i tot si la superfície vista sembla més gran, i el contorn del que és vist és un cercle. Detalla igualment, segons les posicions de l'ull i de l'objecte, de quina forma ens apareix un cercle.El tractat, en particular, contradiu una opinió defensada en algunes escoles de pensament, segons la qual la grandària real dels objectes (en particular dels cossos celestes) és la seva grandària aparent, la que és vista.
Papos va considerar que aquests resultats eren importants en astronomia i va incloure les Òptiques d'Euclides, juntament amb els seus Fenòmens, en un compendi d'obres menors que calia estudiar abans de l'Almagest, de Claudi Ptolemeu.

### Tractat de música
Procle atribueix a Euclides un Tractat de música (Εἰσαγωγὴ, Ἁρμονική), que com l'astronomia, la música teòrica, per exemple en forma de teoria aplicada de les proporcions, figura entre les ciències matemàtiques. Dos petits escrits han estat conservats en grec, i han estat inclosos en edicions antigues d'Euclides, però la seva adjudicació és incerta, així com els seus vincles possibles amb els Elements. Els dos escrits (una Secció del cànon sobre els intervals musicals i una Introducció harmònica) són, d'altra banda, considerats com a contradictoris i el segon, almenys, és ara considerat pels especialistes com d'un altre autor.

### Obres falsament atribuïdes a Euclides

Euclides, 1703

Catòptrics (Κατοητρικά) tracta de la teoria matemàtica dels miralls, en particular de les imatges formades en miralls còncaus plans i esfèrics. La seva atribució a Euclides és dubtosa; el seu autor podria haver estat Teó d'Alexandria. Apareix en el text d'Euclides sobre l'òptica i en el comentari de Procle. És ara considerat com a perdut, i en particular, Catòptric, durant molt de temps publicada com a continuació de les Òptiques en edicions antigues, ja no és atribuïda a Euclides; és considerada com una compilació més tardana.
Euclides també és mencionat com a autor de fragments en relació amb la mecànica, específicament en textos sobre la palanca i la balança, en alguns manuscrits en llatí o en àrab. L'adjudicació és ara considerada com a dubtosa.

## Edicions
- La primera edició de l'època moderna de les obres d'Euclides en grec és la de David Gregory, a Oxford el 1703, amb una traducció en llatí. François Peyrard va fer una edició en 3 volums i 3 llengües (grec, llatí i francès) dels Elements i de Data (és a dir, de tots els textos d'Euclides de matemàtiques pures coneguts en grec) a París, el 1814-1818.
- L'edició de referència d'Euclides en grec continua sent la d'Heiberg i Menge, en vuit volums, datada a finals del segle xix: Heiberg, H.; Menge. Euclidis opera omnia.  Leipzig: Teubner, 1883., que inclou una traducció en llatí al costat del text grec i conté tots els escrits coneguts (incloent-hi els d'adjudicació dubtosa), així com diversos comentaris per autors antics.